# Kindred (série télévisée)
Pour les articles homonymes, voir Kindred.
Kindred est une mini-série de science-fiction américaine en huit épisodes d'environ 42 minutes, développée par Branden Jacobs-Jenkins (en) et mise en ligne le 13 décembre 2022 sur FX sur Hulu.
Il s'agit de l'adaptation du roman Liens de sang d'Octavia Butler, publié en 1979.
La série fut rendue disponible en France courant 2023.

## Distribution
- Mallori Johnson (VF : Amélia Ewu) : Dana James
- Micah Stock (en) (VF : Jim Redler) : Kevin Franklin
- Ryan Kwanten : Thomas Weylin
- Gayle Rankin (VF : Adeline Moreau) : Margaret Weylin
- David Alexander Kaplan (VF : Cécile Gatto) : Rufus Weylin
- Austin Smith (VF : Baptiste Marc) : Luke
- Sophia Brown : Sarah
- Sheria Irving (VF : Fily Keita) : Olivia
- Eisa Davis (en) (VF : Géraldine Asselin) : Denise
- Christopher Farrar (VF : Tom Trouffier) : Nigel
- Brooke Bloom (VF : Edwige Lemoine) : Hermione
- Louis Cancelmi (en) (VF : Jérémy Bardeau) : Carlo

## Épisodes
1. Dana
2. Sabina
3. Furniture
4. The Waiter from Two Nights Ago
5. Winnie
6. Celeste
7. Jane
8. Alice